# Gorączka złota (program telewizyjny)
Gorączka złota – audycja rozrywkowa emitowana w stacji TVN od 6 listopada 1999 roku do 24 czerwca 2000 roku, prowadzona przez Krzysztofa Ibisza (poza kilkoma ostatnimi wydaniami, gdyż później przeszedł do Polsatu) oraz Jacka Lenartowicza.
Podczas nadawanego na żywo programu, urozmaicanego m.in. występami piosenkarzy, odbywało się losowanie loterii, której losy można było kupić w kioskach w całej Polsce. Co tydzień do wygrania było 150 000 złotych w postaci sztaby 24-karatowego złota, a także inne cenne nagrody, w tym samochody, sprzęty AGD i RTV, mieszkanie, motocykle oraz wycieczki zagraniczne.